# Yuma Indijanci
Yuma (Quechan, Cuchan, Kwitcyána) je pleme američkih Indijanaca s donjeg toka rijeke Colorado, 50 do 60 milja sjeverno od njenog ušća. Yuma Indijanci pripadaju istoimenoj porodici (Yuman) koja nosi ime po njima, a jezično su najsrodniji plemenima Kamia i Maricopa. U domorodačko vrijeme bilo ih je svojih 3500, danas ih je preostalo 2500 (4000 po NAHDB, od čega 3900 u Kaliforniji), od kojih su neki na rezervatu Fort Yuma. 

## Ime
Ime Yuma, smatra Swanton, dolazi od starog Pima ili Papago naziva. Hodge smatra da je nastala od Yahnuiyo (ili yah-a-my-o), son of the captain  tobožnja titula sina nasljednog poglavice. Naziv je skraćen i dan plemenu zbog krivog razumijevanja ranih španjolskih misionara. Sami sebe oni nazivaj u Cuchan (striktno Kwitcyána, prema Swantonu, u današnjem obliku Quechan. Susjedna plemena davala su im različite nazive. Indijanci Paiuite nazivali su ih Húkwats ("weavers"). Apači su ih nazivali Dil-zhay's (red soil with red ants) ili Hatilshe'. Od ranijih naziva što su im davali putnici postoji Cetguanes (Venegas, 1759) i Club Indians i Garroteros (Emory, 1848). Ime Guichyana dali su im Chemehuevi. Naziv Yuma svakako je do danas ostao najpoznatiji. 

## Sela
Fort Yuma se nalazi u središtu zemlje Yuma. Swanton navodi 5 njihovih sela:  Ahakwedehor (axakweđexor), dvije milje sjeveroistočno od Fort Yume; Avikwotapai, južno od Parkera na kalifornijskoj strani Colorada; Huksil (xuksi'l), uz Colorado blizu Pilot Knob i nekoliko milja južno od Algodonesa; Kwerav (ava'io), dvije milje južno od Laguna Dama na kalifornijskoj strani Colorada; i jedno neimenovano selo istočno od Picacho., u podnožju Chocolate Mountainsa.

## Povijest
Yume među prvima možda susreću Španjolci, Hernando de Alarcón (1540) i Ońate (1604), ali prvi ih svakako spominje tek otac Kino (1701. – 1702.), i Garcés, 1771., i Anza, 1774. i 1775. Do bližih kontakata s Yuma Indijancima dolazi tek podizanjem utvrde Fort Yuma, koju je izgradila američka vojska 1852. Godinu kasnije, nakon drugog Anzinog posjeta, znači (1776), njihov plemenski vođa Salvador Palma, posjetio je glavni grad Meksika, Mexico City. U kasnijim vremenima (1781) uništili su jedno španjolsko naselje na svom teritoriju, a 1812. pomažu Cahuilla i Serrano Indijancima u ustanku protiv izgrađenih misija. Rezervat Fort Yuma utemeljuje se za njih 1884. na kojemu žive i dan danas.

## Etnografija
Yume su farmeri, lovci i ribari. Uzgajale su se tipične indijanske kulture, grah, kukuruz i tikve. Lovci su tijekom godine lovili jelene ,zeca i ptice, ali važniju ulogu imala je riba. Riba se hvatala udicama i košarama i mrežama, a postavljali su i ograde za lososa, grgeča i drugu ribu. Žene i djeca sakupljali su plodove mesquita (Mesquite; biljke iz porodice Legume) koji su se mljeli u brašno i iz njih proizvodili kolači. 
Yume su živjeli u nekoliko sela, od kojih je svako imalo nekoliko stotina ljudi. Velika proširena obitelj temeljna je socijalna jedinica i čini domaćinstvo, i vjerojatno najveće takvo naselje bilo je ono u podnožju Pilot Knoba (Huksil), na granici današnjih SAD-a i Meksika. Španjolci su 1774. procijenili da je Huksil imao preko 800 stanovnika. Nastambe su bile kupolastog oblika.

## Vanjske poveznice
- Yuma  Arhivirana inačica izvorne stranice od 31. kolovoza 2006. (Wayback Machine)
- [neaktivna poveznica]
- Yuma Indian Tribe History
- The Yuma  Arhivirana inačica izvorne stranice od 2. rujna 2006. (Wayback Machine)